# La Compagnie électrique Lion
 (juin 2018).
La compagnie Électrique Lion est un constructeur d'autobus scolaires, d'autobus urbains et de camions électriques basé dans les Laurentides à Saint-Jérôme, au Québec, Canada. Il a profité de beaucoup de financement public dans les années 2020 car il s'agissait d'une entreprise clé de la filière batterie au Québec. Toutefois, depuis le 19 décembre 2024, il est protégé de ses créanciers en vertu de la Loi sur les arrangements avec les créanciers des compagnies.

## Historique

### Autobus Lion (2011-2017)
Le premier manufacturier d'autobus scolaire fondée en Amérique du Nord au XXIe siècle, Autobus Lion est aussi le premier manufacturier d'autobus scolaire pleine longueur au Canada depuis la fermeture des Entreprises Michel Corbeil en 2007.
Autobus Lion Bus a été créé en juillet 2008 par les anciens dirigeants de Corbeil, Marc Bédard et Camile Chartrand, respectivement président de Lion et chef de l'exploitation à la retraite.
En 2011, la société a présenté son premier bus, le Lion 360°, un bus scolaire à châssis à capot (style conventionnel), produit en partenariat avec
Spartan Chassis, Inc. Contrairement aux autres fabricants de bus de grande taille, le 360 a été proposé seul, pour rationaliser les coûts de production.

### La compagnie Électrique Lion (2017-aujourd'hui)
En juin 2017, Autobus Lion devient la compagnie Électrique Lion, qu'elle abrège simplement par « Lion ». Dans le cadre de la transition, la société a annoncé le développement d'une deuxième plateforme d'autobus, un minibus à plancher bas entièrement électrique pour les applications scolaires et de transport adapté (dévoilé plus tard sous les noms de LionA et LionM respectivement),,,.
En janvier 2017, la société avait annoncé qu'elle ouvrirait une usine à Palo Alto, dans la Silicon Valley au centre de la Californie. Cette première usine aux États-Unis ne verra finalement pas le jour en Californie comme on n'en fait plus mention après l'annonce de l'investissement majeur de la Corporation Énergie Power quelques mois plus tard.
En effet, dans le cadre d'un « investissement important et stratégique » non chiffré annoncé le 1er novembre 2017, la Corporation Énergie Power, une filiale de Power Corporation du Canada, a pris une part de 43,8 % dans Lion.
En mars 2019, Lion dévoile son camion de classe 8 entièrement électrique et, l'année suivante, change son logo en français pour « Lion électrique ».

#### Entrée en Bourse et expansion (2021-2023)
Grâce à une fusion avec la Northern Genesis Acquisition Corporation, une firme étatsunienne déjà cotée en Bourse, Lion a fait son entrée à Wall Street (New York) et à Bay Street (Toronto) le 7 mai 2021. L'ambition était alors de vendre 15 800 camions et 2 600 autobus en 2024 d'après le prospectus destiné aux investisseurs. L'entreprise projetait d'ouvrir deux nouvelles usines, une aux États-Unis et une autre au Québec.
L'opération a permis à Lion de récolter 200 millions $ US. Au moins d'août, le président-fondateur Marc Bédard a réalisé un gain brut de 13 millions de dollars en exerçant des options d'achat d'actions attribuées en 2017 et en vendant 900 000 actions ordinaires,.
En décembre 2022, Lion livre à un client étatsunien un premier autobus assemblé dans sa nouvelle usine d'assemblage à Joliet en Illinois. Elle demeurera toutefois largement inutilisée, ne fonctionnant qu'au quart de sa capacité, et ce, faute de demande. En avril 2023 s'ouvre l'usine de fabrication de batterie lithium-ion de Lion à Mirabel sur le site de l'ancien aéroport. Sa capacité est elle aussi excédentaire.
En attendant la rentabilité, Lion a obtenu en juillet 2023 un financement combiné de 142 millions $ US, soit environ 187 millions de dollars canadiens, auprès de partenaires québécois, dont Investissement Québec, le Fonds de solidarité FTQ et Fondaction de la CSN. Avant que ne commencent les vagues de mises à pied en novembre 2023, l'entreprise employait 1 350 personnes.

#### Débâcle (2024)
Au fil de 2024, Lion Électrique a mis à pied près de 1 000 membres de son personnel. De janvier à septembre 2024, l'entreprise n'a vendu que 386 véhicules contre 664 au cours de la même période l'année précédente et bien loin des 18 400 véhicules rêvés lors de l'entrée en Bourse.
En mars 2024, des actionnaires mécontents de Lion ont déposé à New York une action collective. Ils détenaient des actions de Northern Genesis Acquisition Corporation avant la conclusion de la transaction avec Lion. Ils soutiennent que ces deux entreprises ont utilisé des déclarations « trompeuses » pour camoufler les problèmes auxquels était confronté le constructeur québécois et ont « induit en erreur » les investisseurs quant à ses perspectives en présentant des « projections financières grossièrement irréalistes ».
L'entreprise avait contracté des prêts auprès d'un syndicat bancaire, de l'institution financière Finalta et de la Caisse de dépôt et placement du Québec qui arrivait à échéance le 30 novembre 2024. Le délai a permis à Lion de vendre son usine production de batteries de Mirabel. À la nouvelle échéance du 16 décembre 2024, l'entreprise n'était toutefois pas parvenue à conclure d'autres ententes pour parvenir à rembourser ses deux prêts.
Le 19 décembre 2024, le fabricant s'est protégé de ses créanciers en vertu de la Loi sur les arrangements avec les créanciers des compagnies. Restructuration Deloitte qui agit à titre de contrôleur. Au début de 2025, il a mis à pied la moitié du personnel restant, soit 150 personnes, pour ne conserver que « 160 employés qui se concentreront principalement sur l'aide à ses clients pour l'entretien des autobus scolaires et des camions ».
Cette réduction d’effectifs est survenue alors qu’un groupe d’investisseurs québécois, composé de Vincent Chiara, Pierre Wilkie et Claude Boivin, tentait de relancer l’entreprise en recentrant ses activités exclusivement sur les autobus scolaires et en rapatriant l’ensemble de la production à Saint-Jérôme, mettant ainsi fin à la production aux États-Unis et aux activités de l’usine de blocs-batteries de Mirabel,. Ce plan de relance nécessitait toutefois une aide financière gouvernementale de 20 à 24 millions de dollars ainsi que la reconduction d’un programme québécois qui conférait un quasi-monopole à Lion sur le marché des autobus scolaires électriques,.
Malgré les sommes importantes déjà investies dans l’entreprise depuis 2021, estimées à environ 193 millions de dollars provenant de divers organismes publics, dont Investissement Québec, la Caisse de dépôt et placement, Ottawa et d’autres partenaires, le gouvernement du Québec a refusé de réinjecter des fonds, jugeant que le plan de relance proposé ne justifiait pas un tel engagement financier. La ministre de l’Économie, Christine Fréchette, a qualifié cette décision de « difficile, mais responsable »,,.

##### Causes
Les raisons de cette débâcle peuvent potentiellement se résumer à une croissance trop rapide et mal gérée. D'après les experts et ex-membres du personnel de Lion rencontrés par les médias, Lion s'est éparpillée en développant trop de modèles simultanément,,. L’entreprise avait finalement dû abandonner son projet de camions à ordures, malgré la précommande de Waste Connections annoncée en juillet 2020. Même le projet de minibus dévoilé en grande pompe au sommet Movin'On en 2018 n'avait également jamais vu le jour malgré le fait que plus de 60 millions $ avaient déjà été dépensés. Certains experts soutiennent que Lion aurait dû concentrer ses efforts sur les autobus plutôt que de développer simultanément le marché des camions. Un ex-salarié soutient au contraire que « Lion, c’était d’abord une entreprise financière qui devait ensuite faire un produit pour obtenir des subventions et grandir ».

##### Conséquences
La débâcle de Lion électrique met à mal la filière batterie au Québec qui a également souffert des déboires de Northvolt et de Moteurs Taïga,. Le premier est un développeur et fabricant suédois de batteries qui doit s'implanter au Québec avec son projet Northvolt Six, une usine intégrée de batteries lithium-ion située en Montérégie. Toutefois, les retards de construction s'accumulent et la mise sous protection des créanciers de la maison mère suédoise fait craindre que le gouvernement perde ses investissements. Le second, Taïga, est le pionnier québécois des motoneiges et motomarines électriques. Créée à Montréal, l'entreprise a été rachetée par un investisseur étranger.

## Produits

### Lion 360
Lancé en 2011, le Lion 360 est un autobus scolaire diésel conçu pour augmenter la durée de vie des autobus scolaire (notamment en utilisant des matériaux non corrosifs). C'est le seul produit de la marque qui n'est pas électrique. Il est disponible en version commerciale.

### eLion
Autobus commercial électrique, version commerciale du eLionC.

### eLionC

Autobus scolaire eLionC de Lion électrique, 2024.

Autobus scolaire électrique avec une capacité maximale de 72 passagers. Quatre options d'autonomie sont disponibles, soit de 100 km (88 kWh) à 250 km (220 kWh). Les pare-chocs peuvent être peints en bleu ou en vert.

### eLionA
Minibus scolaire électrique avec une capacité maximale de 30 passagers. Deux options d'autonomies : 120 km ou 240 km.

### eLionM
Minibus urbain électrique. Véhicule destiné au transport adapté, il a été dévoilé le 30 mai 2018 dans le cadre du sommet Movin'On qui se déroulait à Montréal. Le véhicule comprend une suspension adaptative en plus d'être muni d'une rampe d'accès avec un ratio de 6:1. Il est équipé de batteries offrant une autonomie approximative de 240 km. Un premier exemplaire avait déjà été vendu à la Ville de Saint-Jérôme pour être transformé en bibliothèque mobile.

### eLion8
Camion urbain de classe 8 avec une capacité maximale de 480 kWh. L'autonomie dépend de la capacité des batteries et de la charge.